# 로빈슨 제퍼스

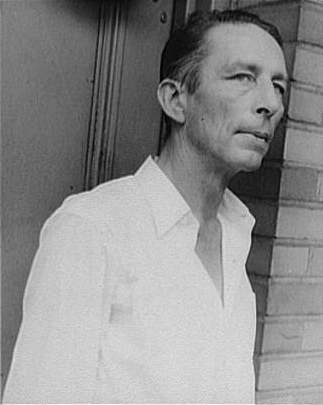

로빈슨 제퍼스(Robinson Jeffers, 1887년 1월 10일 ~ 1962년 1월 20일)는 미국의 시인이다.
피츠버그에서 출생. 캘리포니아의 해안에서 살면서 그곳을 배경으로 하는 서사시를 썼다. <캘리포니아 사람들>(1916)로 인정받고 <타머와 그 밖의 시(詩)>(1924), <얼룩 종마(種馬)>(1925)에서 <처음과 나중>(1963)에 이르는 약 15권의 시집 중에서 어두운 인생관을 강력한 가락으로 노래하였으며 긴 행(行)을 자유롭게 구사하여서 벅찬 테마를 기교적으로 표현했다.